# Asplenium delitescens
Asplenium delitescens là một loài thực vật có mạch trong họ Aspleniaceae. Loài này được (Maxon) L.D. Gómez miêu tả khoa học đầu tiên năm 1976.